# Villafrechós
Villafrechós est une commune de la province de Valladolid dans la communauté autonome de Castille-et-León en Espagne.

## Sites et patrimoine
Les édifices et sites notables de la commune sont :
- Église San Cristóbal
- Monastère Santa Clara
- Chapelle de la Virgen del Cabo

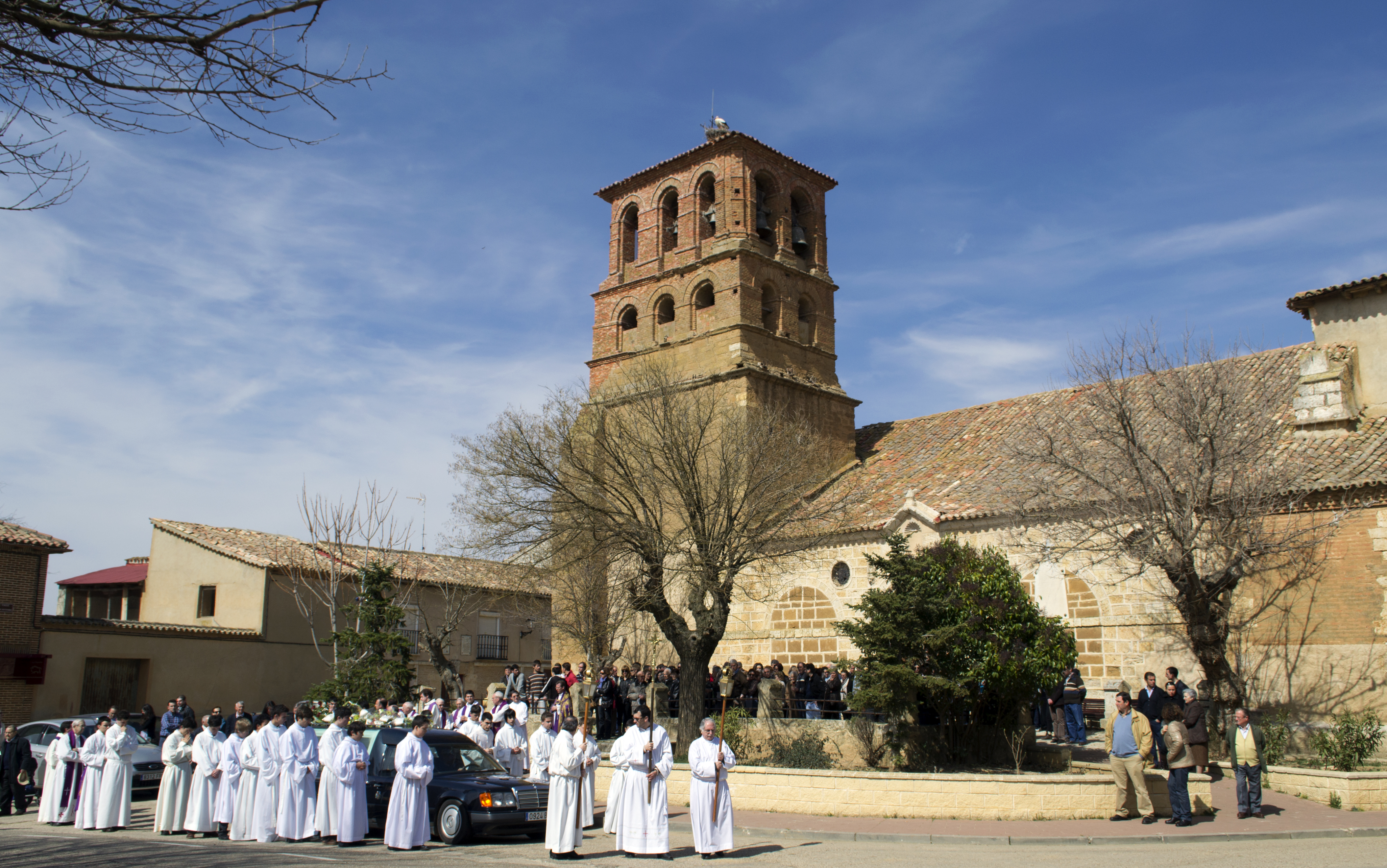
Église San Cristóbal durant des funérailles.
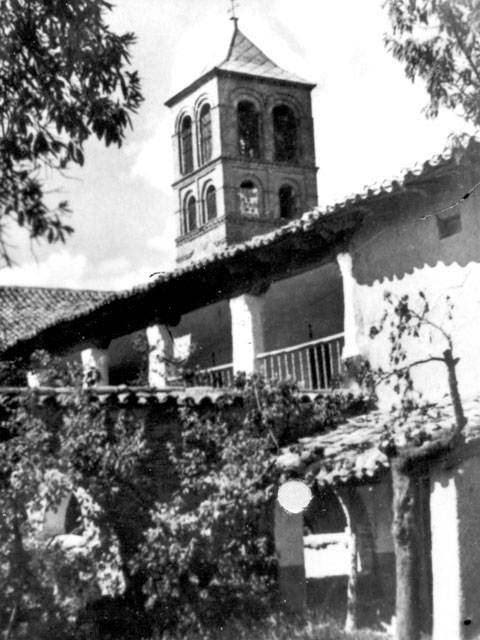
Monastère Santa Clara Fondation Joaquín Díaz.